# الولاية التاريخية الرابعة
الولاية التاريخية الرابعة هي إحدى الولايات السبع التي استحدثها القادة الثوار الجزائريين إبان ثورة التحرير الجزائرية. تضم هذا الولاية مناطق من متيجة وبلاد القبائل والتيطري والظهرة والونشريس.

## جغرافيا
امتدت الولاية الرابعة من بومرداس إلى الشلف (حسب التسميات الحالية) على طول ضفاف البحر الأبيض المتوسط. وشملت 3 مناطق تجذر فيها الاستعمار الاستيطاني وهي :
- نواحي مدينة الجزائر وتلال جبال ساحل الجزائر
- سهول متيجة من جهة،
- هضبة الشلف من جهة أخرى وقد فصلت بينهما الجبال (التيطري - الأطلس البليدي -الظهرة - الونشريس).[2]

## السكان
كانت هذه الولاية بكثافة سكانية الجزائرية متوسطة، تمركز شديد للأوروبيين. في حين كانت كثافة الجزائريين مرتفعة في الجبال والمرتفعات. 

## المقومات الثورية

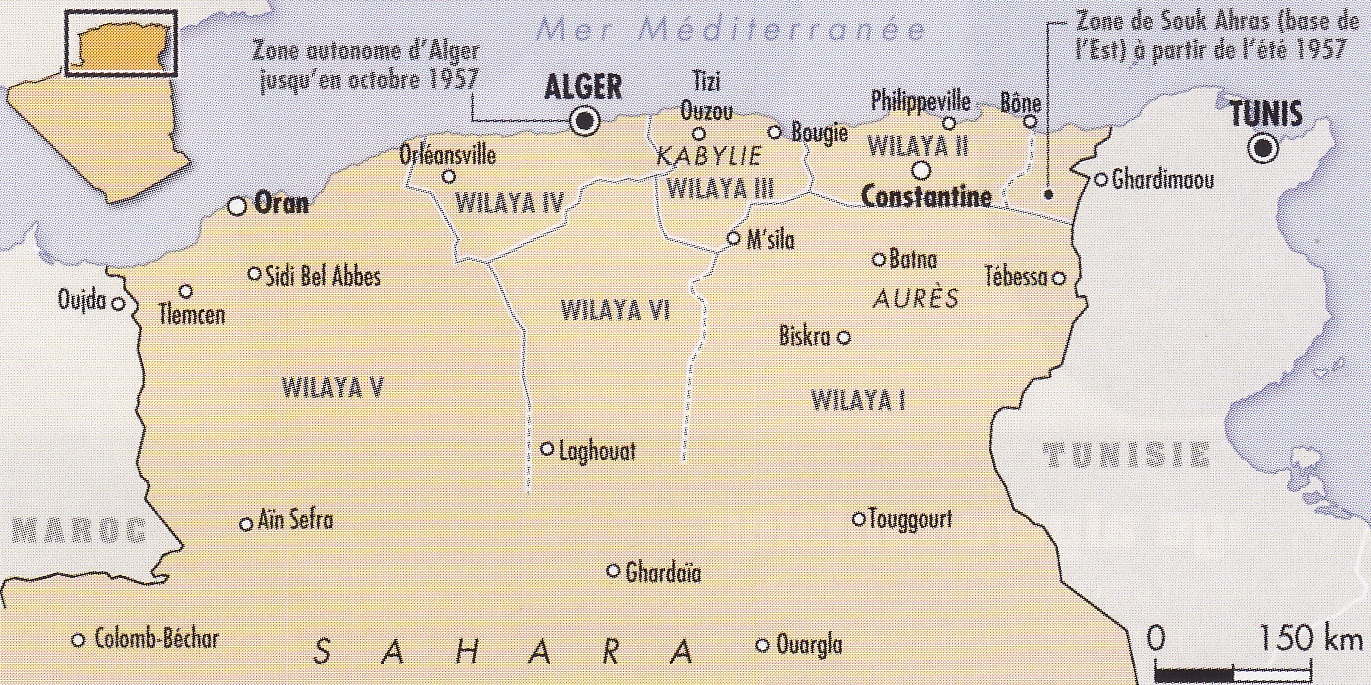
الخريطة الثورية للجزائر.

التجانس الثقافي في هذه الولاية التاريخية والترعرع المبكر لحس القومية الجزائرية في أوساط الجزائريين، سواء أكانوا مقيمين أو المهاجرين في فرنسا في فترة ما بين الحربين، ساهم بشكل كبير في نجاح الثورة الجزائرية.
رغم الانطلاقة الضعيفة في أول نوفمبر 1954 (50 رجلا، واعتقل أغلبهم)، إلا أن الثورة تدعمت بقادة ذووي دراية في عام 1955 (مثل الزعيم السياسي للجزائر العاصمة عبان رمضان وجميع العقداء للولاية حتى يونيو 1960). وفي عام 1956 تدعمت الحركة بعدد من الطلبة من جامعة الجزائر وحشد من المناضلين جيش التحرير، والجناح المسلح للحزب الشيوعي الجزائري، التي حاولت خلق «معسكر أحمر» في وادي الشلف. كما استطاع المجاهدين وبسهولة التخلص من المناضلين الوهميين تحت قيادة بلحاج جيلالي المدعو كوبوس، الذي ادعى محاربة جبهة التحرير الوطني الشيوعية. ولكن المعركة ضد المصاليين أجبرته في عام 1956 لفصل منطقة أومال لجعلها مركز للولاية السادسة والتي احتلت مرتين في عامي 1957 و 1960. كما تجاوزت حدودها أيضا بالتعدي على ولاية الخامسة في الونشريس.

## القادة
| بداية | نهاية | صورة | عقيد                 |
| ----- | ----- | ---- | -------------------- |
| 1954  | 1955  |      | رابح بيطاط           |
| 1955  | 1957  |      | أعمر أوعمران         |
| 1957  | 1958  |      | سليمان دهيليس        |
| 1958  | 1959  |      | أمحمد بوقرة          |
| 1959  | 1961  |      | محمد زعموم           |
| 1961  | 1961  |      | جيلالي بونعامة       |
| 1961  | 1962  |      | يوسف الخطيب (جزائري) |